# Arta în Grecia antică
Arta din Grecia antică a exercitat o mare influență asupra culturilor multor țări, în special în domeniul sculpturii și arhitecturii. Ea poate fi împărțită din punct de vedere stilistic în patru categorii: geometrică, arhaică, clasică, si elenistică. Spre deosebire de alte popoare antice, grecii, prin arta lor magnifică, au glorificat umanitatea.

## Începuturile

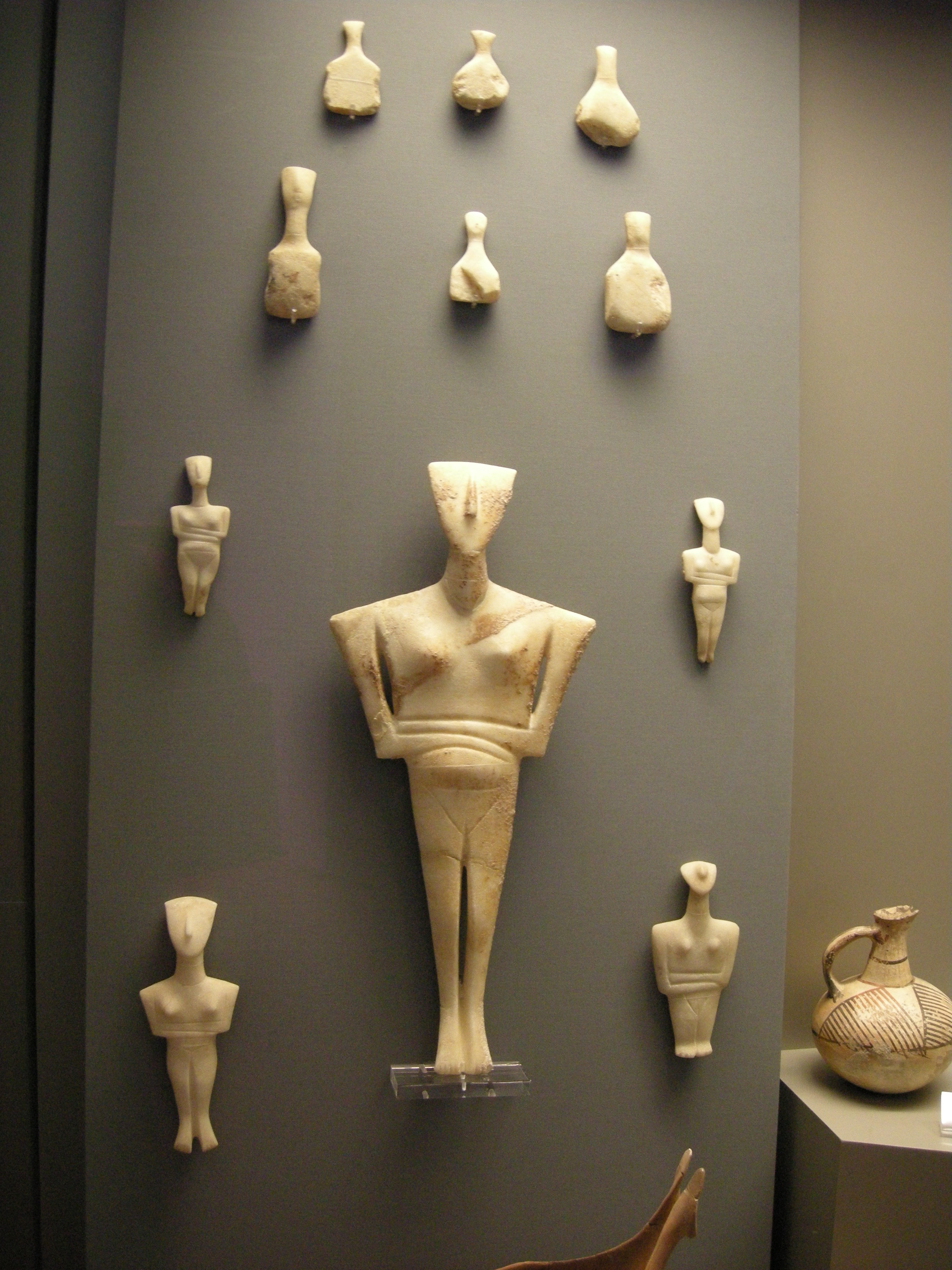
Sculpturi cicladice din Muzeul Național de Arheologie din Atena
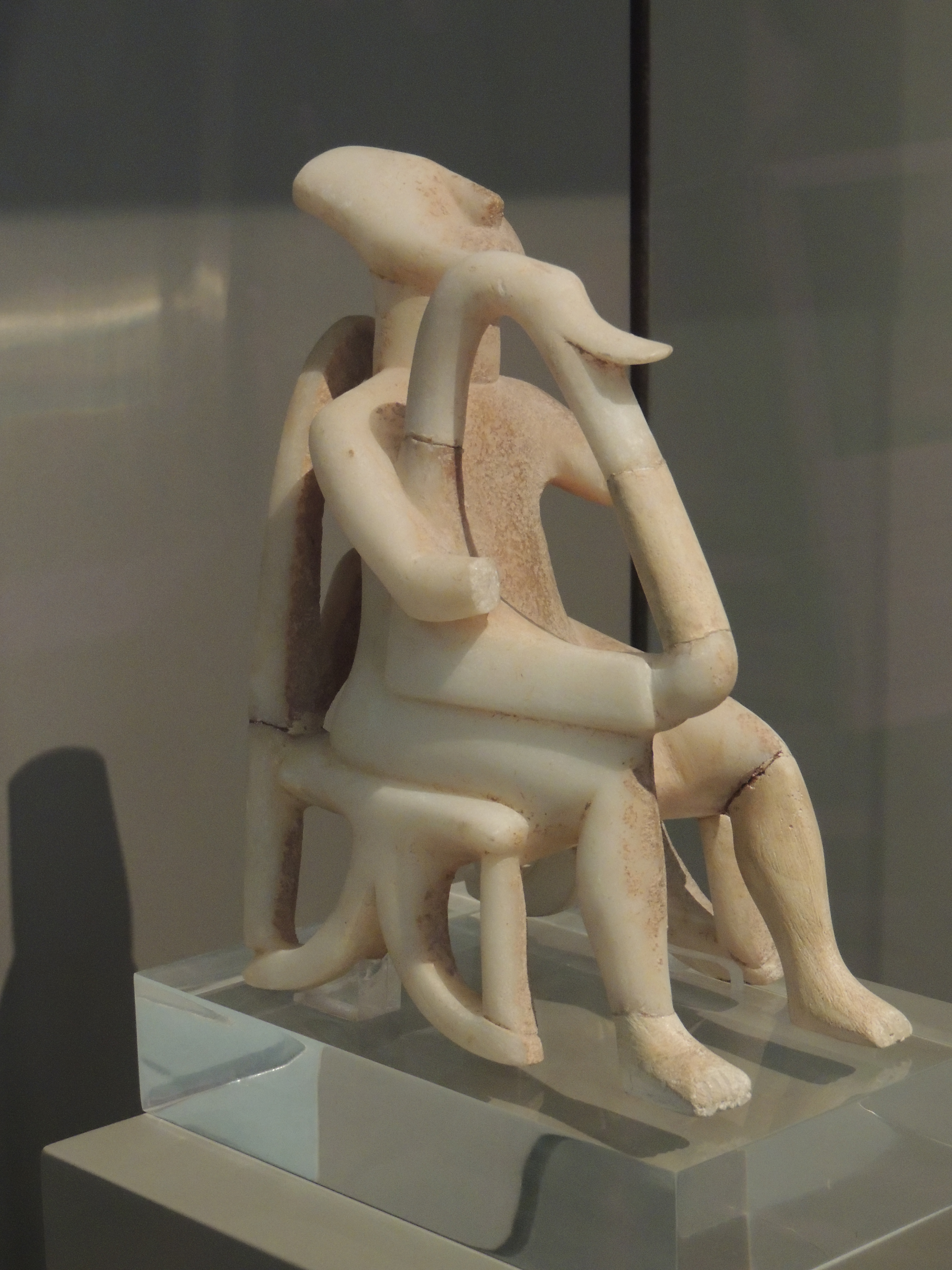
Cântăreț la harpă; sculptură de marmură expusă la Metropolitan Museum of Art din New York, Statele Unite ale Americii
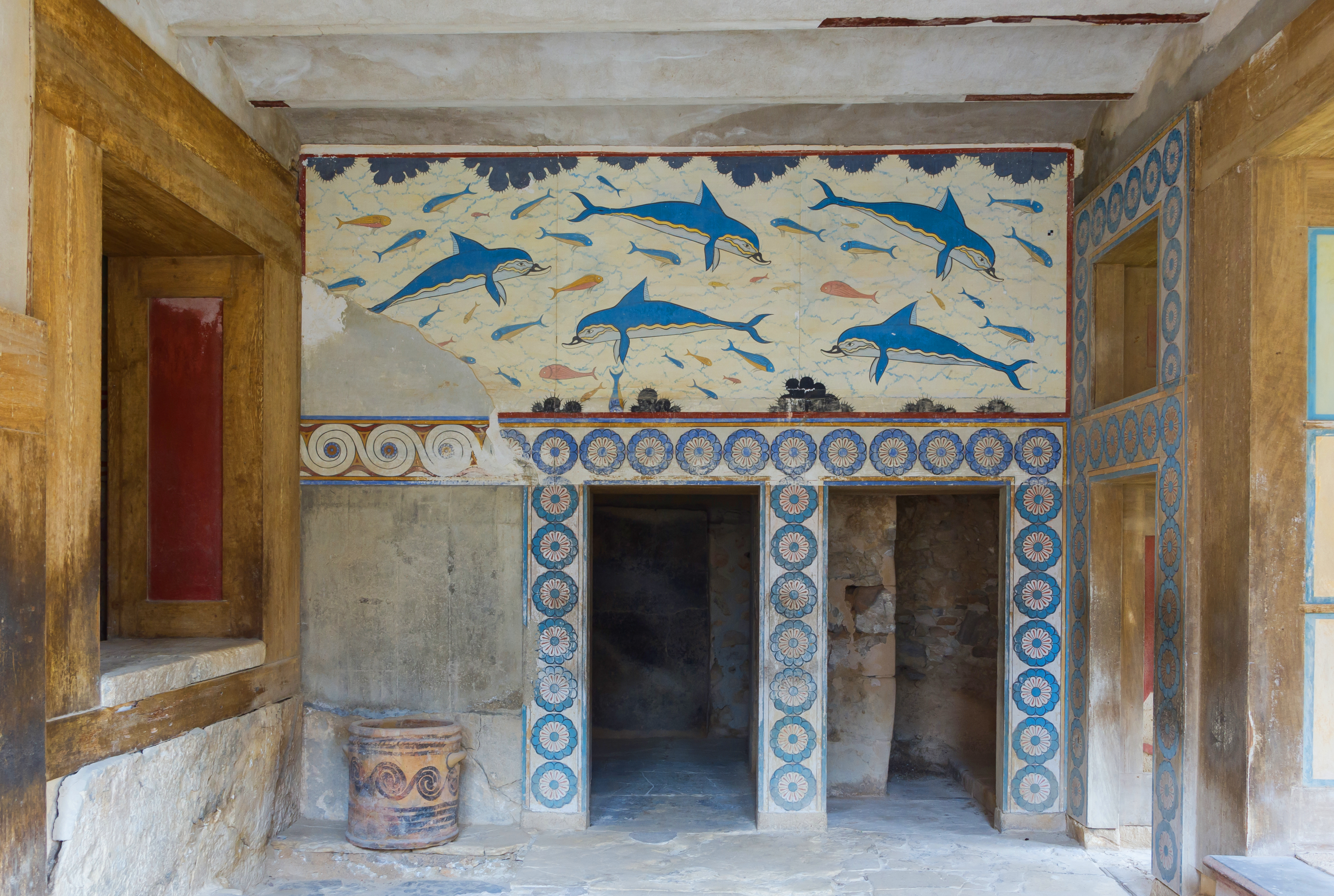
Frescă minoică ce înfățișează niște delfini
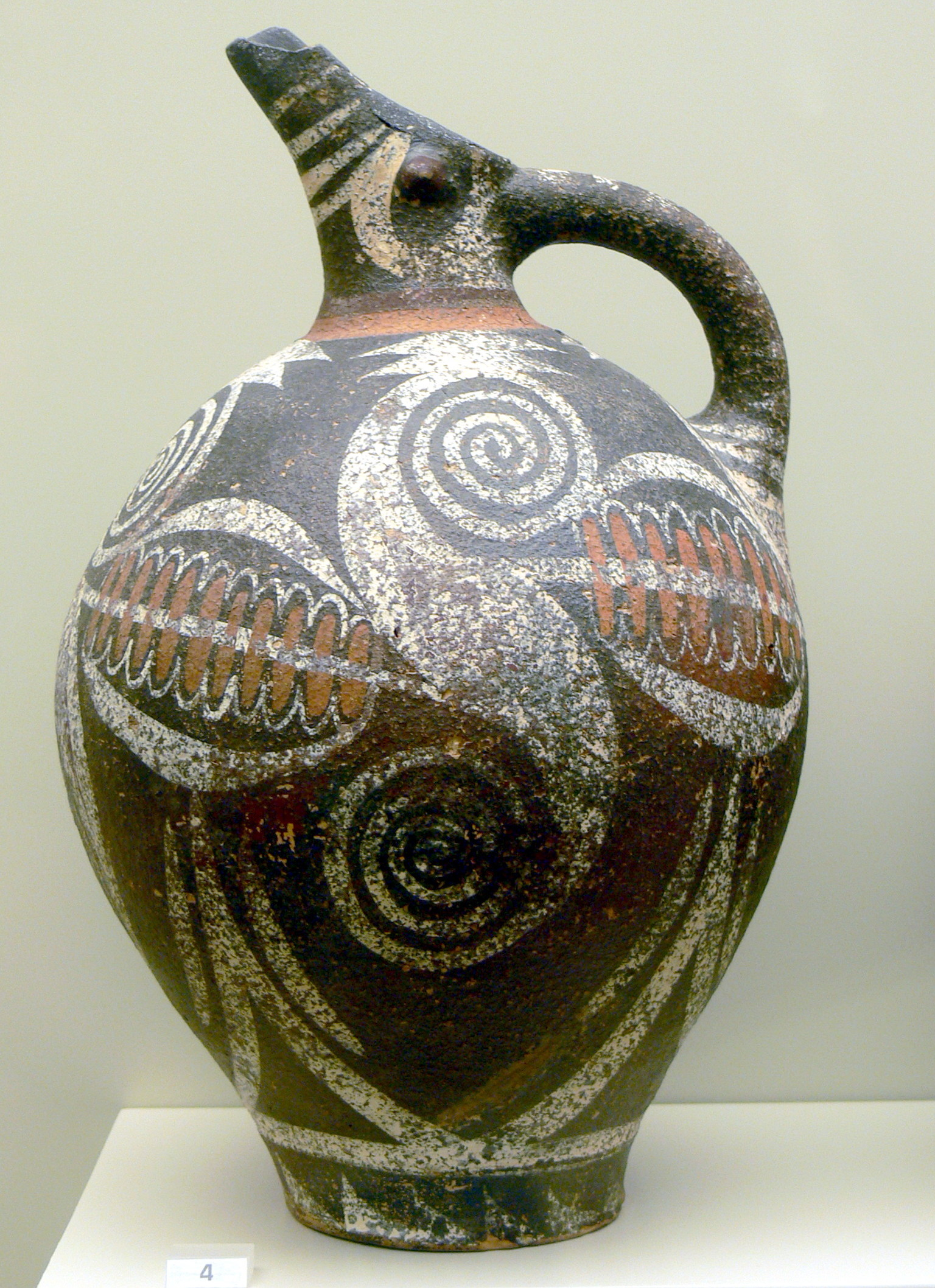
Ulcior în stilul de Kamares
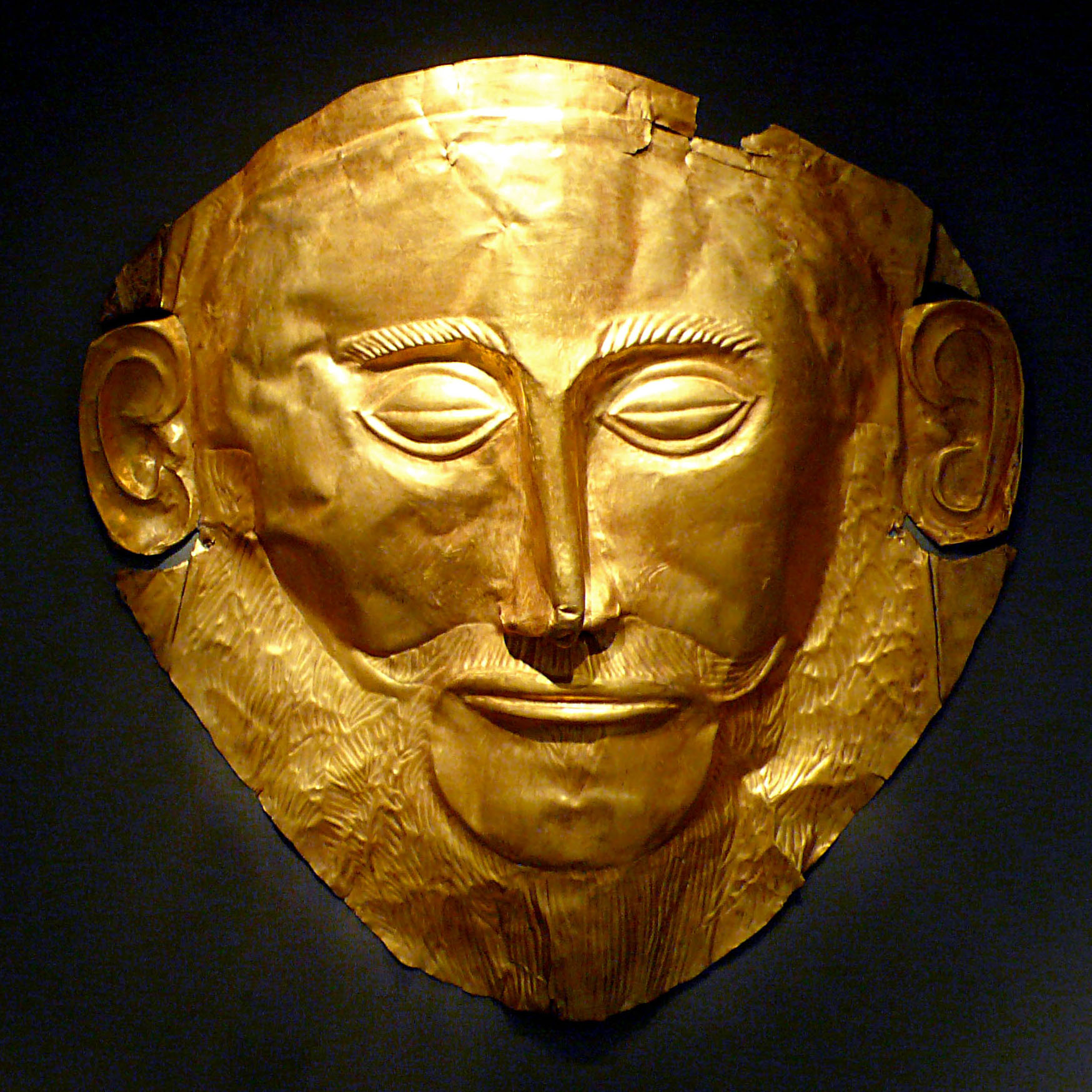
Masca lui Agamemnon, o operă de artă miceaniană, care este cunoscută și ca „Mona Lisa Greciei”

Chiar și înainte de sosirea primilor greci în zonă, Insulele Ciclade din Marea Egee produceau opere de artă remarcabil de fin echilibrate și statuete albe, din marmură. Sculptura semiabstractă din secolul XX este marcată de asemănarea cu cea antică.
O influență de lungă durată a avut civilizația minoică din Creta. Frescele luminoase, decorative ale cretanilor, olăritul și podoabele metalice au fost adoptate și imitate de populații vorbitoare de limba greacă, care s-au așezat pe pământul grecesc, în aproximativ secolul al XX-lea î.Hr. În zilele noastre, această civilizație se numește miceniană, după un oraș din nordul Greciei, Micene, unde au fost descoperite măști de aur care acopereau fețele conducătorilor sau regilor morți.
Micenienii erau mai războinici decât cretanii și curând au ajuns să-și dezvolte un stil propriu, cu reprezentări ale războiului și ale scenelor de vânătoare, care erau desenate și imprimate pe cupe de aur sau pe săbii de bronz. Clădirile care au supraviețuit sunt cavouri mari și mari citadele, cum ar fi cele din Micene și Tirint, compuse din blocuri masive de piatră care erau așezate laolaltă.

## Umanizarea artei
După destrămarea societății miceniene, care a avut loc în secolul al XII-lea î.Hr., a urmat o lungă eră neagră de agitație și de emigrări în masă. Acestea au dat naștere unei societăți diferite (de cetate-stat) și unui tip de artă intens umanizată, pe care mare parte a oamenilor o asociază grecilor. Trăsătura ei distinctivă se datorează mult religiei grecești, care reprezenta zeii și zeițele drept ființe umane superdotate. Ca urmare, era normal ca arta greacă să se concentreze asupra figurii umane, fie că reprezenta un zeu umanizat, fie o ființă asemănătoare zeilor.
Dintre reprezentările artistice practicate de greci, sculptura este cea mai bine reprezentată, mai ales din cauza faptului că picturile lor nu au supraviețuit peste timp. Sculptura de mari dimensiuni și de mari ambiții (sculptura monumentală) s-a dezvoltat doar târziu, în secolul VII î.Hr., fiind, probabil, inspirată de contactele cu Egiptul. Prima perioadă a sculpturii grecești, cunoscută ca perioada arhaică, a durat cam până în anul 480 î.Hr. Tipurile ei caracteristice au fost nudul unui tânăr, în poziție verticală, și fecioara îmbrăcată, ambele sculpturi fiind reprezentate cu un zâmbet larg (evident o convenție fixă) pe față, care, astăzi, pare ciudat, "un zâmbet arhaic".

## Animată și vie
Într-un timp surprinzător de scurt, aceste personaje au devenit realiste și veridice, încetând să devină obiecte, ca un stâlp, cu intenția de a fi admirate doar din față. Redarea convențională a corpului (kouros) a fost înlocuită cu una mai detaliată și de mare acuratețe în ce privește musculatura, în timp ce îmbrăcămintea purtată s-a sculptat cu tot mai multă măiestrie.
Perioada clasică, care a durat cam din anul 480 î.Hr. până în anul 323 î.Hr., este, deseori, privită ca o culme a realizărilor artistice grecești. Inovațiile în sculptură au început să apară tot mai rapid, personajele în poziție verticală au făcut loc personajelor surprinse într-o varietate de poziții naturale, cum ar fi "Sulițașul" (Doriphorus) și Apollo cu brațul întins din Templul lui Zeus din Olympia, ale căror forme par să fie dictate de originea lor, dintr-o lespede de marmură, în poziție verticală.

## Inovații
Inovări similare s-au produs și în sculptura basoreliefurilor (sculpturi realizate astfel încât personajele ies dintr-un fundal, dar nu sunt separate de acesta) și în ansamblurile statuare din bronz.
Multe capodopere ale sculpturii clasice au dispărut de mult și sunt cunoscute azi doar după nume. Printre acestea se află și două mari statui ale lui Zeus și Atena create de maestrul atenian Fidias. Cea mai mare parte a lucrărilor în marmură care au supraviețuit nu au fost create pentru contemplarea individuală, ci au fost gândite pentru a face parte din decorarea, de ansamblu, a unui templu (mai ales basoreliefurile care le înconjurau și sculpturile individuale plasate în interiorul unui fronton triunghiular, la fiecare capăt al clădirii).
Sculptura, pictura și arhitectura au fost astfel combinate încât să creeze temple somptuoase și locuri pline de culoare, mult mai colorate decât ne imaginăm, deoarece statuile grecești, care, astăzi, par a fi o artă atât de sobră, erau, de fapt, pictate complet și erau echipate cu tot felul de podoabe, ca, de exemplu, ochi aplicați, care, probabil, le confereau o aparență strălucitoare, ușor exotică.

## Parthenonul
Reliefurile clasice cele mai frumoase și sculpturile din fronton făceau parte din templul atenian Parthenos, mai bine cunoscut sub numele de Parthenon. Cele mai multe sculpturi aparțin colecției Elgin și se găsesc în British Museum din Londra, însă Parthenonul însuși supraviețuiește ca o ruină nobilă.
Parthenonul este cel mai mare dintr-o serie de temple situate pe Acropolis (citadelă), în Atena. Toate aceste temple au fost înălțate în a doua jumătate a secolului V î.Hr. (culme a perioadei clasice) pentru a înlocui clădirile distruse din timpul războaielor medice. Pe lângă Parthenon, pe Acropolis se mai află și mai micul templu al lui Atena Nike, Erecteum, cu cariatidele lui distinctive (stâlpi sculptați sub formă de femei) și o mare poartă de intrare, numită Propylea.
Pericle, omul de stat atenian, a pus în aplicare acest program ambițios al construirii de clădiri. Lucrările de construcție au fost supravegheate de Fidias, care a creat și colosala statuie a Atenei, de mult pierdută, dar care pe vremuri a fost plasată în interiorul Parthenonului. Arhitecții Parthenonului propriu-zis au fost Callicratis și Ictimus; se cunosc puține despre ei, în ciuda faptului că Ictimus a mai proiectat încă un templu splendid, care se mai găsește, și azi, în localitatea Basse din Arcadia.

## Un stil simplu
Elementele unui templu grecesc sunt remarcabil de simple. Clădiri, ca Parthenonul, constau dintr-o structură rectangulară, înconjurată de coloane și împodobită cu un acoperiș înălțat în pantă. Diferențele de detalii de pe columne și ariile de deasupra lor defineau stilul arhitectural din care proveneau: simplitate, masivitate, pentru stilul doric, cu capitelurile mari și capătul coloanei ca un sul, pentru stilul ionic, iar cel corintian având în capătul coloanelor un capitel decorat cu frunze de acant sculptate.
Marile realizări ale arhitecturii grecești nu s-au datorat doar cunoștințelor tehnice, ci ele au rezultat dintr-un simț deosebit al proporțiilor și o conștientizare acută, vizuală; un exemplu caracteristic era obiceiul grecesc de a decora coloanele astfel încât să fie ușor bombate la mijloc, ceea ce compensa iluzia de concavitate (curbura spre interior) dată de o coloană perfect verticală, atunci când era privită de la distanță...

## Arta greacă a olăritului

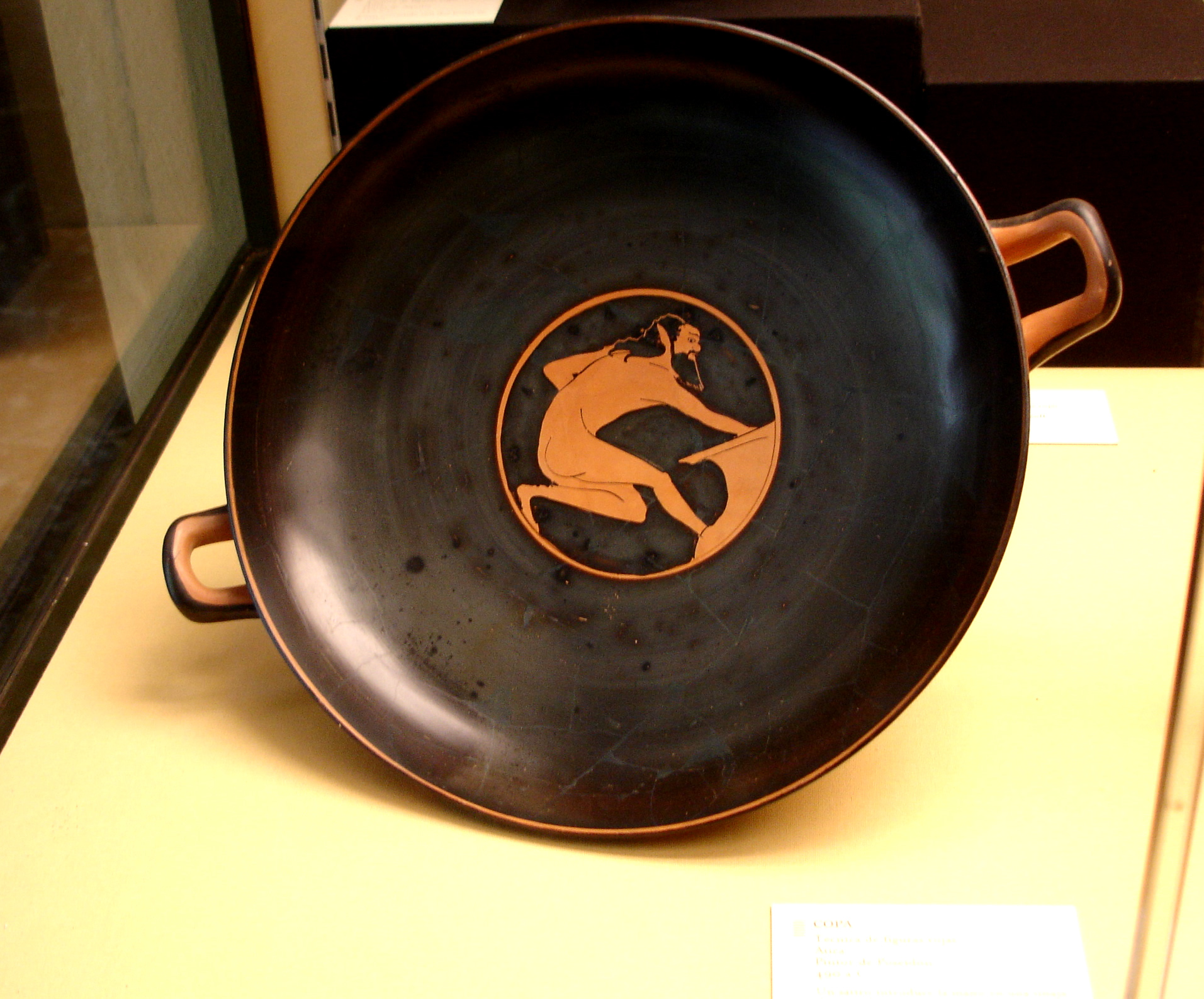

Pictura grecească s-a păstrat până în zilele noastre doar pe vase care erau fabricate în cantități imense, cu scopul de a păstra vinul și uleiul pentru uz casnic sau pentru export. Scenele de pe vase reprezintă una din sursele principale de informare despre felul de viață grecesc. Acestea au apărut pentru prima dată (aproximativ 600 î.Hr.) în stilul ilustrării negre, prin care obiectele erau pictate cu siluete negre pe fundalul roșu, natural, al vasului. Detaliile interne (de exemplu, ochii pe o față complet neagră) trebuiau să fie scobite până la materialul roșu de bază. Cam din 530 î.Hr., pictorii au început să lucreze în așa numita tehnică a ilustrării în roșu, adică tehnică opusă celei dinainte, colorând în negru fundalul, lăsând personajele în culoarea naturală a vasului și pictând detaliile interne ale acestora. Ambele metode prezentau avantaje, dar niciuna nu se asemăna cu picturile realizate liber, pe fundalul alb al "lekythos", o urnă elegantă, relativ rară, care era cel mai adesea utilizată în scopuri funerare.

## Răspândirea culturii
Cultura s-a răspândit începând cu anii 2000 î.Hr.